# Hexablemma cataphractum
Genre
Espèce
Hexablemma cataphractum, unique représentant du genre Hexablemma, est une espèce d'araignées aranéomorphes de la famille des Tetrablemmidae.

## Distribution
Cette espèce est endémique du Kenya.

## Publication originale
- Berland, 1920 : Araneae (2e partie). Voyage de Ch. Alluaud et R. Jeannel en Afrique Orientale (1911-1912): Résultats scientifiques: Arachnida. Paris, vol. 4, p. 95-180.